# 三石站 (熊本縣)
三石站（日语：／ Mitsuishi eki */?）是位於熊本縣合志市須屋字峠，熊本電氣鐵道的菊池線車站。車站編號為KD15。
車站名稱取自附近的新興住宅區——三石地區。

## 歷史
- 2001年（平成13年）2月25日：車站啟用。
- 2015年（平成27年）4月1日：此站可以使用交通系IC卡「熊本地域振興IC卡（日语：熊本地域振興ICカード）（熊本熊之IC CARD）」[1]。
- 2019年（令和元年）10月1日：此站引入車站編號[2]。

## 車站構造

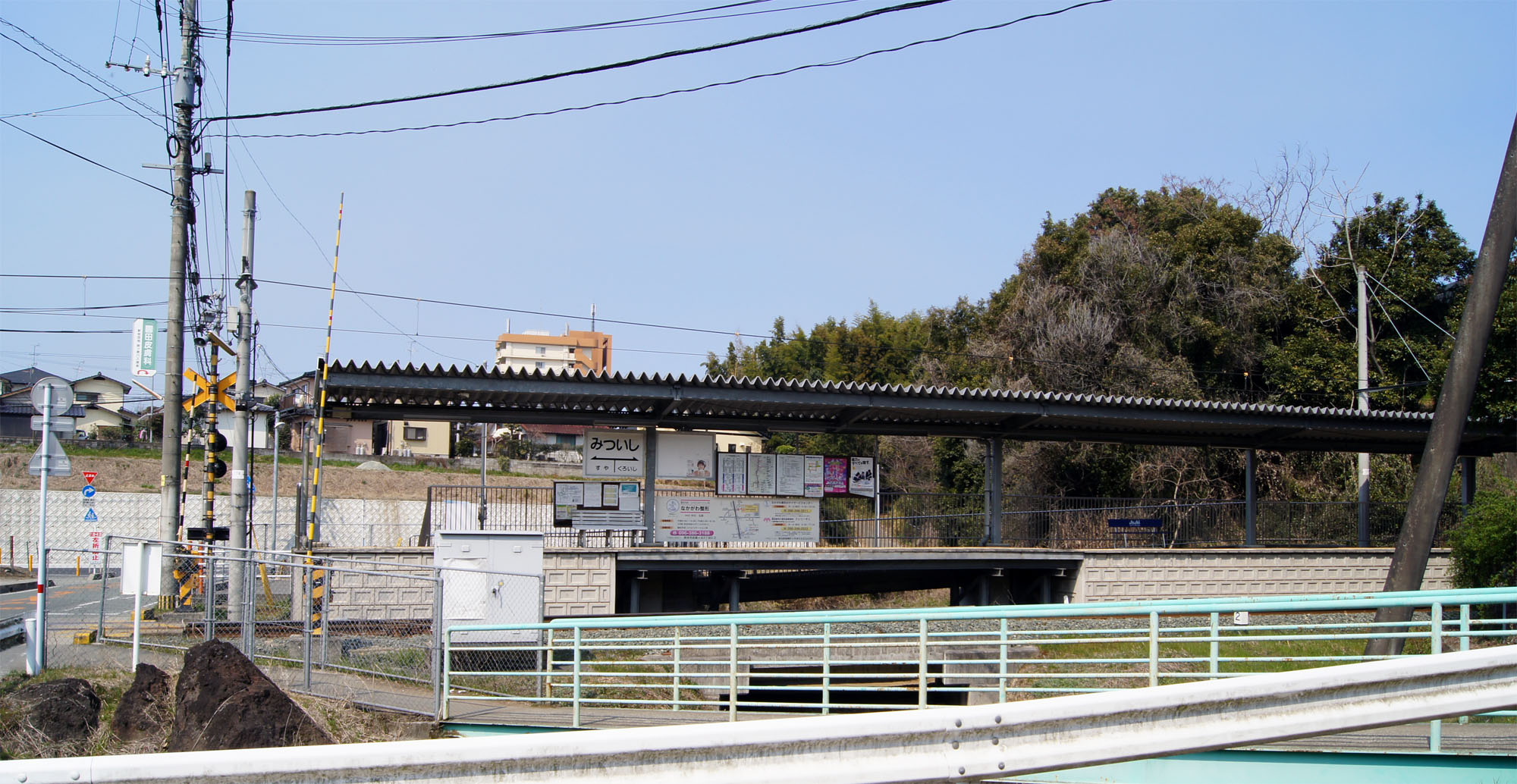
東邊望向車站

此站是隨著國道387號進行改善工程，鐵路線變更走線時開設。車站是一座地面車站，設有1面1線的單式月台。此站沒有車站大樓，此站是無人車站。月台上設有上蓋。車站上方設有九州自動車道高架橋，月台部分位於隧道內。
月台入口中設有IC卡讀卡機（只限入閘）。

## 使用狀況
| 年度   | 1日平均 乘車人次 | 1日平均 上下車人次 |
| ------ | ---------------- | ------------------ |
| 2012年 |                  | 320                |
| 2013年 |                  | 347                |
| 2014年 | 262              | 384                |
| 2015年 |                  | 323                |
| 2016年 |                  | 345                |
| 2017年 |                  | 358                |
| 2018年 |                  | 292                |

## 車站周邊
- 7-11合志三石站前店
- 合志市立西合志東小學（日语：合志市立西合志東小学校）
- 合志市立西合志南小學（日语：合志市立西合志南小学校）
- 合志市立西合志南中學（日语：合志市立西合志南中学校）
- 國道387號
- 上須屋郵局

## 巴士路線
- 「三石」 - 合志市信件巴士（由電鐵巴士運行）

最近此站的巴士站（合志市循環）。
- 「黑石下」、 「南小學前」 - 電鐵巴士

於國道387號上，5分鐘步程。
- 「西合志巴士站（日语：西合志バスストップ）」- 九州產交巴士（日语：九州産交バス）、西鐵巴士（日语：西鉄バス）等

於九州自動車道上的巴士站，10分鐘步程。

## 相鄰車站
熊本電氣鐵道
■菊池線
須屋（KD14）－三石（KD15）－黑石（KD16）

## 注腳
1. 1 2  電鉄電車（菊電）でのご利用 （页面存档备份，存于）（日語）（熊本熊之IC CARD）
2. ↑  電車 「駅ナンバリング」導入のお知らせ （页面存档备份，存于）（日語） - 熊本電氣鐵道，2019年8月15日，同日參閲。
3. ↑  公共交通の現状等、52頁 （页面存档备份，存于）（日語） ，2018年12月10日參閲
4. ↑  国土数値情報(駅別乗降客数データ)  （页面存档备份，存于）（日語） - 國土交通省，2018年12月10日參閲
5. ↑  国土数値情報　駅別乗降客数データ  （页面存档备份，存于）（日語） - 國土交通省，2020年9月19日參閲

## 外部連結
- 三石站 （页面存档备份，存于）（日語）（路線圖、車站情報） - 熊本電氣鐵道